# 埃伯斯巴赫-新盖斯多夫
埃伯斯巴赫-新盖斯多夫（德語：Ebersbach-Neugersdorf，發音：[ˈeːbɐsˌbax ˌnɔʏˈɡɛʁsdɔʁf]）是德国萨克森州格尔利茨县的城市，面积20.45平方千米，2023年12月31日人口为11,421人。该市镇于2011年1月1日由市镇萨克森州埃伯斯巴赫和新盖斯多夫合并而成。